# Carios daviesi
Carios daviesi är en fästingart som beskrevs av Kaiser och Harry Hoogstraal 1973. Carios daviesi ingår i släktet Carios och familjen mjuka fästingar. Inga underarter finns listade.